# Гірський Омелян Юхимович
Омелян Юхимович Гірський (нар.1899 — пом. 1941) — радянський партизан, командир партизанського загону на Херсонщині в роки німецько-радянської війни.

## Біографія
Народився в 1899 році. З початком німецько-радянської війни в серпні 1941 року під його керівництвом був сформований і почав діяти в Херсонській області партизанський загін (комісар П. В. Макєєв, начальника штабу А. К. Ладичук). Загін проводив диверсійну роботу, зокрема був спалений великий склад з пальним, порушено телефонний зв'язок в Херсоні, знищений кінний роз'їзд біля приміського села, відбито великий обоз з награбованим добром, ліквідовано кілька легкових автомобілів зі штабними офіцерами. У вересні 1941 під час нападу на колишній готель «Європейський» партизани Гірного знищили 15 німецьких офіцерів.
У вересні 1941 під селом Мала Андронівка ворогам вдалося оточити групу партизанів і розгромити основні сили загону. За свідченнями очевидців, в цій останній сутичці Омелян Гірський, А. К. Ладичук і прикордонник Блінов, витративши весь боєзапас і знищивши понад 20 гітлерівців, останньою зв'язкою гранат підірвали себе.
Похований на Меморіальному кладовищі в Херсоні.

## Вшанування пам'яті

Анотаційний знак

В Херсоні іменем партизана названо вулицю, на розі якої з проспектом Ушакова встановлено анотаційний знак (46°38.57′ пн. ш. 32°36.736′ сх. д. / 46.64283° пн. ш. 32.612267° сх. д.).
Також в Херсоні встановлена меморіальна дошка на будівлі колишнього готелю «Європейський», по вулиці Соборній, 26, в якій у вересні 1941 року партизанським загоном Гірського було ліквідовано 15 офіцерів противника.